# Ommatius lineolatus
Ommatius lineolatus là một loài ruồi trong họ Asilidae. Ommatius lineolatus được Scarbrough miêu tả năm 1988. Loài này phân bố ở vùng Tân nhiệt đới.